# Oliarus saccharicola
Oliarus saccharicola är en insektsart som beskrevs av George Willis Kirkaldy 1907. Oliarus saccharicola ingår i släktet Oliarus och familjen kilstritar.
Artens utbredningsområde är Fiji. Inga underarter finns listade i Catalogue of Life.